# Oriflame
Oriflame je švédská kosmetická společnost nabízející kosmetické přípravky a potravinové doplňky prostřednictvím svých členů, a také na e-shopu. Globální ústředí společnosti Oriflame (Oriflame Cosmetics S.A.) se nachází v Luxembourgu a obchodní oddělení ve švýcarském Fribourgu. Vývojové centrum sídlí v Irském Dublinu, kde pracuje 100 vědeckých pracovníků. Oriflame je vlastníkem několika patentů (například) a držitelem mnoha certifikátů kvality i ekologické šetrnosti. Některé výrobky nosí označení Fairtrade, Certifikát Ecocert, a další. V roce 2013 se umístil mezi 25 nejznámějšími značkami České republiky v Consumer Superbrands 2013.

## Historie
Společnost byla založena v roce 1967 ve Švédsku bratry Jonasem (1937–2019) a Robertem van Jochnickovými. V České republice začala firma Oriflame působit v roce 1990.

## Členové Oriflame
Oriflame prodává své výrobky prostřednictvím přímého prodeje svých členů. Členové dostávají provize z prodejů a mohou motivovat ostatní, aby se také stali členy. Pokud si člen vytvoří vlastní prodejní tým, dostává provize i z prodejů celého týmu. Oriflame působí v 67 zemích celého světa a to například i v Egyptě, Malajsii, Rusku atp. V ČR působí 90 000 členů, na celém světě pak 3,6 milionů.

## Globální aktivity, události, informace

### 2019
- V říjnu generální ředitel a prezident Magnus Brannstrom oznámil, že se společnost chce profilovat jako značka zdravého životního stylu, se zaměřením na výrobky denní spotřeby, které lidé používají pro své blaho: „Budeme expandovat v oblasti hubnutí, sportu a fitness, s produkty, jako je náhrada jídla, výrobky s vyšším obsahem bílkovin pro zvýšení výkonu ve sportu a fitness".[7]
- 23. prosince společnost oznámila, že připravila plány na zastavení svého podnikání v Keni. Důvodem je, že: „... vzhledem k tomu, že proces dovozu zboží je zdlouhavý a těžkopádný, a pro malý růst objemu prodejů, je pokračování našeho podnikání neekonomické a životaschopné," uvedla firma.[8]

### 2020
- 16. únor: Společnost Oriflame ohlásila za rok 2019 snížení prodeje o 2%.[9]